# Concerto d'amore (Rondò Veneziano)
Concerto d'amore è una raccolta dei Rondò Veneziano.

## Tracce
1. Preludio all'amore (Gian Piero Reverberi e Laura Giordano)
2. Rosso veneziano (Gian Piero Reverberi e Laura Giordano)
3. Blu oltremare (Gian Piero Reverberi e Ivano Pavesi)
4. Tramonto d'autunno (Gian Piero Reverberi e Ivano Pavesi)
5. Bettina (Gian Piero Reverberi e Laura Giordano)
6. Perle d'oriente (Gian Piero Reverberi e Laura Giordano)
7. Orion (Gian Piero Reverberi e Ivano Pavesi)
8. D'ombres et de lumières (Gian Piero Reverberi e Ivano Pavesi)
9. Arcobaleno (Gian Piero Reverberi e Laura Giordano)
10. Oboe d'amore (Gian Piero Reverberi e Laura Giordano)
11. Musica... fantasia (Gian Piero Reverberi e Ivano Pavesi)
12. Canto d'addio (Gian Piero Reverberi e Ivano Pavesi)
13. Estasi veneziana (Gian Piero Reverberi e Ivano Pavesi)
14. Laguna incantata (Gian Piero Reverberi e Laura Giordano)
15. Venezia lunare (Gian Piero Reverberi e Ivano Pavesi)